# Heinz Wagner (Fußballspieler)
Heinz Wagner (* 9. Januar 1921; † 1993) war ein deutscher Fußballspieler. In den 1950er Jahren spielte er mit der BSG Einheit Ost Leipzig in der DDR-Oberliga, der höchsten Spielklasse im DDR-Fußball.

## Sportliche Laufbahn
Bis 1951 spielte Heinz Wagner bei der Betriebssportgemeinschaft (BSG) Stahl Markranstädt in der drittklassigen Landesklasse Sachsen. Zur Saison 1951/52 wechselte der 30-jährige Stürmer zum zweitklassigen DDR-Ligisten BSG Einheit Ost Leipzig. Dieser setzte ihn in den 22 ausgetragenen Punktspielen in elf Begegnungen ein, wobei Wagner auf acht Tore kam. In der Saison 1952/53 war Wagner maßgeblich am Aufstieg der BSG Einheit Ost in die DDR-Oberliga beteiligt. Er war in allen 24 Ligaspielen aufgeboten worden und wurde mit seinen 16 Treffern zum Torschützenkönig der Mannschaft.
In seiner ersten Oberligasaison gehörte Wagner weiterhin zur Stammelf der Leipziger, denn er fehlte bei 28 Punktspielen nur viermal und war mit sieben Toren, diesmal zusammen mit seinem Sturmpartner Wolfgang Pröhl, erneut bester Torschütze. Die Oberligasaison 1954/55 begann Wagner mit Einsätzen in den ersten sechs Punktspielen und hatte sich bereits wieder mit einem Treffer in die Torschützen der BSG Einheit Ost eingetragen. Als die Sektion Fußball der BSG im November 1954 in den neu gegründeten Sportclub Rotation Leipzig eingegliedert wurde, gehörte Wagner zu den Spielern, die den Wechsel nicht mitmachten.
Mit seinen Mannschaftskameraden Karl Braunert und Kurt Lehmann schloss er sich der DDR-Liga-Mannschaft der BSG Rotation Leipzig Nordost an. In der Rückrunde der Ligaspielzeit 1954/55 kam er noch in zwölf Punktspielen zum Einsatz und schoss vier Tore. Am Saisonende musste Rotation NO in die neue drittklassige II. DDR-Liga absteigen. Für den 34-jährigen Wagner bedeutete dies das Ende seiner Karriere im höherklassigen Fußballbereich. Dort war er innerhalb von vier Spielzeiten auf 30 Oberliga-Spiele mit acht Toren und auf 47 DDR-Liga-Einsätze mit 28 Toren gekommen.